# Chrysosoma brunnipenne
Chrysosoma brunnipenne är en tvåvingeart som beskrevs av Becker 1922. Chrysosoma brunnipenne ingår i släktet Chrysosoma och familjen styltflugor. Inga underarter finns listade i Catalogue of Life.